# Parafia św. Antoniego Padewskiego w Tereszewie
Parafia Świętego Antoniego Padewskiego w Tereszewie – parafia rzymskokatolicka z siedzibą w Tereszewie w dekanacie Kurzętnik w diecezji toruńskiej.

## Zasięg parafii
Do parafii należą wierni z miejscowości: Tereszewo, Kaługa, Kąciki, Lipowiec, Małe Bałówki, Szafarnia, Tomaszewo, Wielkie Bałówki. 